# Coptodon flava
Coptodon flava är en fiskart som beskrevs av Stiassny, Schliewen och Dominey 1992. Tilapia flava ingår i släktet Coptodon och familjen Cichlidae. IUCN kategoriserar arten globalt som akut hotad. Inga underarter finns listade i Catalogue of Life.